# ۱۰۶۵ (میلادی)
۱۰۶۵ (میلادی) هزار و شصت و پنجمین سال تقویم میلادی است.

## رویدادها
- تأسیس مدرسه نظامیه بغداد به دستور خواجه نظام‌الملک طوسی

## درگذشتگان
‎